# Acácio Ramos
Acácio Ramos é um desenhista e arte-finalista de quadrinhos espanhol. Trabalhou por muitos anos na Editora Abril, nos Estúdios Disney. Começou a trabalhar na Abril na década de 1970.
Possui cerca de 120 histórias publicadas.
Acácio foi homenageado pelos colegas como um personagem secundário nas histórias brasileiras, o Acácio dos quadrinhos é um cão antropomorfizado, desenhado no estilo dog nose (nariz de cachorro em português), estilo consagrado pelo quadrinista americano Carl Barks nas histórias de Pato Donald e Tio Patinhas.